# كريستوفر هارتلي
كريستوفر هارتلي (بالإنجليزية: Christopher Hartley)‏ هو قسيس بريطاني، ولد في 1959.